# Oliver Twist (película de 1933)
Oliver Twist (Oliver Twist) es una película estadounidense de 1933 basada en la novela homónima de Charles Dickens y dirigida por William J. Cowen.

## Argumento
Oliver Twist (Dickie Moore) es un niño huérfano al que llevan a un orfanato. Por el maltrato del que es objeto, un día decide escaparse a Londres. Nada más llegar a la ciudad conoce a Artful Dodger (Sonny Ray) quien le da acogida. Con la inocencia de un niño de 10 años, sin darse cuenta se adentra en una banda de chicos carteristas dirigida por el malvado Fagin (Irving Pichel).